# Pauls Bankovskis

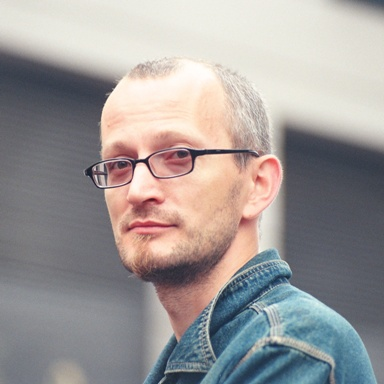
Pauls Bankovskis (2004)

Pauls Bankovskis (* 10. März 1973 in Cēsis, Lettische SSR, heute Republik Lettland; † 12. Juli 2020 in Riga) war ein lettischer Schriftsteller, Journalist und Publizist.

## Leben
Pauls Bankovskis wurde 1973 in Cēsis geboren. Bis zum Alter von vier Jahren lebte er in Līgatne und später in Sigulda, wo er bis zur 9. Klasse die Mittelschule besuchte. Seine Schulbildung setzte er in der Abteilung für künstlerische Glasverarbeitung an der Rigaer Mittelschule für Angewandte Kunst (Rīgas Lietišķās mākslas vidusskola / RLMV) fort. Anschließend studierte er von 1992 bis 1996 am Institut für Philosophie der Fakultät für Geschichte und Philosophie der Lettischen Universität.
Ende 1992 erschien seine erste Publikation – die Übersetzung eines Gesprächs mit Umberto Eco – in der Wochenzeitschrift Literatūra un Māksla (Literatur und Kunst), in der im März 1993 auch sein Debüt als Schriftsteller veröffentlicht wurde. Später war er für die Tageszeitung Labrīt und das Literaturjournal Karogs (Rubrik pasaulē / in der Welt) tätig. Er war einer der Initiatoren und Organisatoren des seit 1995 jährlich im Dezember stattfindenden (und seit 2002 internationalen) Rigaer Lesefestivals „Prozas lasījumi“ (Prosalesungen). 1996 trat er in die Redaktion der Tageszeitung Diena ein, wo er unter anderem die Rubrik Grāmatas (Bücher) in der Freitagsbeilage Izklaide (Unterhaltung) betreute. Seit 1998 war er Mitglied des Lettischen Schriftstellerverbandes (Latvijas rakstnieku savienība) und von 2001 bis 2007 verantwortlicher Redakteur der Online-Version der Zeitung (diena.lv). Außerdem schrieb er für das Magazin ir und mit großer Kontinuität für das unabhängige Online-Kulturjournal satori.lv.
Seit 2006 war Pauls Bankovskis Direktor des Verlags für akademische Literatur Liepnieks un Rītups und festes Redaktionsmitglied der Monatsschrift Rīgas Laiks, für die er u. a. die Rubrik rl serfo (RL surft) gestaltete (gemeinsam mit dem Philosophen Ilmārs Šlāpins). Von 2011 bis 2016 war er Senior Copywriter bei der Werbeagentur TBWA\Latvija. 2016 kuratierte er mit dem Historiker Gustavs Strenga die interaktive Ausstellung Grāmata Latvijā (Das Buch in Lettland) in der Lettischen Nationalbibliothek.
Wirken im deutschsprachigen Raum
Im November 2003 nahm Pauls Bankovskis neben Olga Tokarczuk u. a. an der Veranstaltung „Landschaften des Umbruchs (II) – Die lange Nacht der Autoren“ im Literarischen Colloquium Berlin teil. Kurz nach dem Beitritt der Republik Lettland zur EU am 1. Mai 2004 erschien seine Kolumne Lenins rundes Leder in der Frankfurter Allgemeinen Zeitung.
Vom 1. März bis zum 31. August 2006 war er Artist in Residence in der Akademie Schloss Solitude, wo Teile des Erzählbandes Skola entstanden; eine Auswahl von Kurzgeschichten daraus erschien 2008 in deutscher Übersetzung mit dem Titel Schule. Unterstufe. Im Oktober 2006 war er neben Pēteris Vasks u. a. zu Gast im Atelierhaus Vahle in Darmstadt, 2010 las er im Literaturhaus Stuttgart seinen Beitrag zum Lexikon der sperrigen Wörter.
Privates

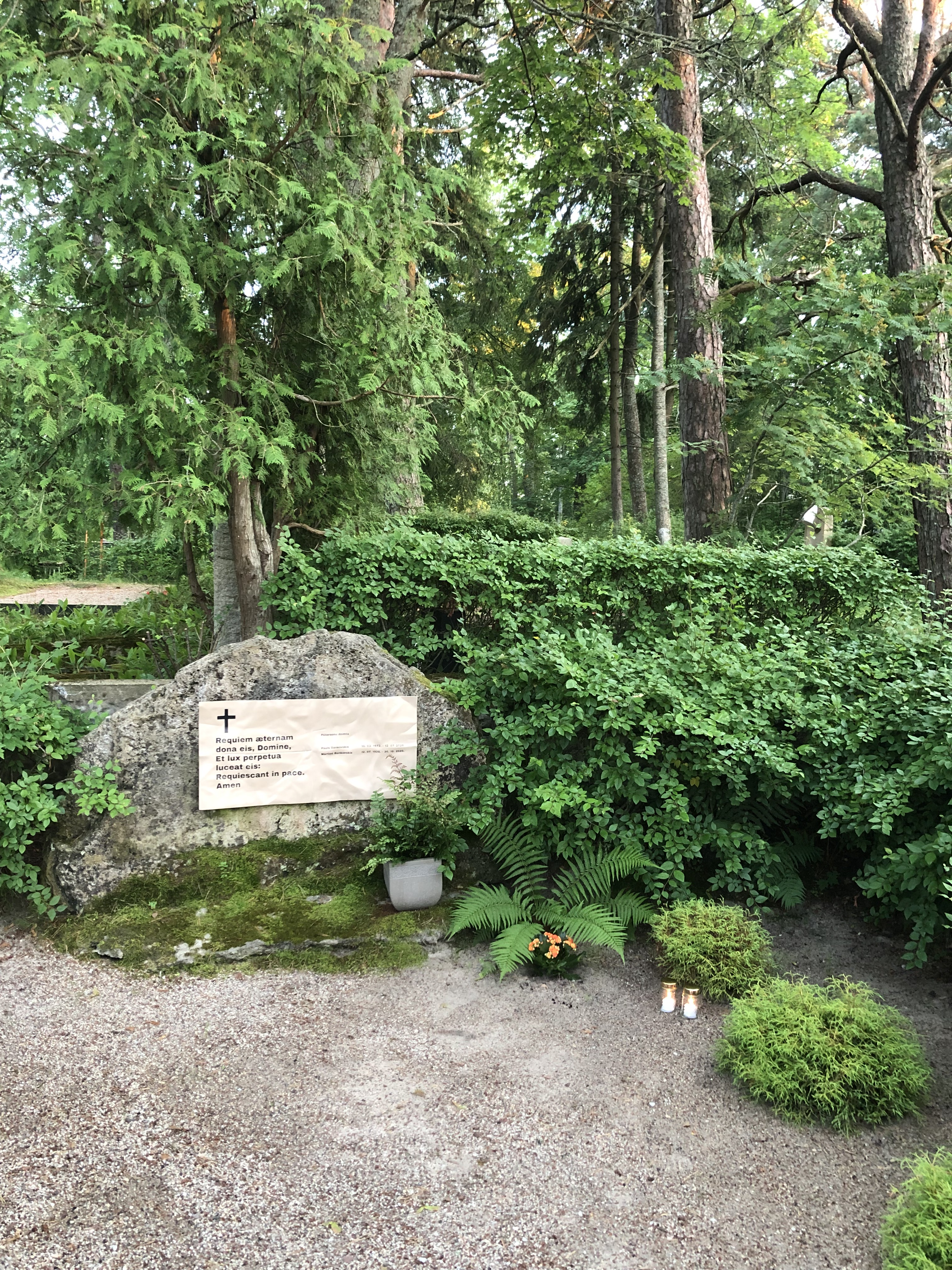
Pauls Bankovskis’ Urnengrab auf dem Friedhof Asari (Jūrmala) am 12. Juli 2024

Pauls Bankovskis hatte drei rund zwanzig Jahre ältere Geschwister. Mit der Fotografin Anda Bankovska (seit 2016 Anda Magone) hatte er eine Tochter (* 1999). Seine Lebensgefährtin war von 2003 bis zu deren plötzlichem Tod die Schriftstellerin Andra Neiburga (1957–2019); deren Tochter Katrīna und Sohn Aleksandrs ist sein letztes abgeschlossenes Werk gewidmet, der 600-seitige phantastische Roman Pasaules vēsture (Geschichte der Welt).
Über die näheren Umstände des Todes von Pauls Bankovskis wurde nichts bekanntgegeben. Er starb am 92. Geburtstag seines Vaters, der seinen jüngsten Sohn um dreieinhalb Monate überlebte.

## Zitate
„Es geht nicht darum, zu irgend etwas ‚beizutreten‘. Wir gehörten immer schon zu Europa. Wenn das Referendum im vergangenen Jahr gescheitert wäre, dann wären wir wieder in die Einflußsphäre Rußlands geraten – womit wir in unserer Geschichte die schlechtesten Erfahrungen gemacht haben. Ein Dazwischen gibt es nicht.“

„No Paula erudīcijas un rotaļīgā talanta viduvējības vairījās […] viņam pašam asprātību, paradoksu un joku viela bija bruņkrekls, lai piesegtu labsirdīgo, trauslo un jūtīgo dabu. […] Kustīgs intelekts, neordināru rakursu meklēšana, daudzlasīšana un interešu amplitūda sekmēja to, ka viņš ir viens no daudzpusīgākajiem 21. gs. latviešu rakstniekiem. Mainīgs, pārsteidzošs, asprātīgs un jocīgs. Empātisks. Tik ļoti, ka spēj būt jebkas. Iztēloties, iemiesoties.
Pauls’ Belesenheit und spielerischem Talent ging alles Mittelmäßige aus dem Weg […] für ihn selbst waren der Stoff des Scharfsinns, des Paradoxes und des Witzes ein Panzerhemd, um seine gutmütige, zarte und empfindsame Natur zu schützen. […] Beweglicher Intellekt, die Suche nach ungewöhnlichen Blickwinkeln, umfangreiche Lektüre und sein Interessenspektrum trugen dazu bei, dass er einer der vielseitigsten lettischen Schriftsteller des 21. Jahrhunderts ist. Veränderlich, überraschend, scharfsinnig und komisch. Empathisch. In einem solchen Maße, dass er ein jegliches sein, sich vorstellen, verkörpern kann.“

„Jau 90. gados izdotajās grāmatās Plāns ledus un Laiku grāmata Pauls neslēpa interesi par esamības un psihes daudzajām dimensijām. Viņa fantastiskās versijas par apokalipsi – īstu un metaforisku –, tāpat kā postmodernisma teoriju iespaidotās versijas par teksta un eksistences paradoksu pilno mijiedarbību kūsāja no spēles prieka ar iespējamībām. Šo aizrautīgo lēkšanu realitāšu krustugunīs nevarēja īsti nosaukt par klasisko fantāziju vai fantastiku, patiesībā, kā lielai daļai Paula rakstītā, tam vispār nevarēja piešķirt kādu konkrētu žanrisko apzīmējumu, jo šis rokraksts bija unikāls, jāatzīst, brīžiem pat tracinošs ar atteikšanos iekļauties rāmjos. Tas ir lieliski vērojams vienā no autora pēdējiem darbiem – stāstu krājumā Trakie veči, kurā neskaitāmu sazvērestības teoriju iedvesmotos stāstos sprēgāja neatdarināms farsa, groteskas un humora kokteilis.
Bereits in den Büchern Plāns ledus un Laiku grāmata, die in den 1990er Jahren erschienen sind, verhehlte Pauls nicht sein Interesse an den vielen Dimensionen des Seins und der Psyche. Seine phantastischen Versionen der Apokalypse – einer realen und einer metaphorischen – ebenso wie die von den Theorien der Postmoderne beeinflussten Versionen der von Paradoxa strotzenden Wechselwirkung zwischen Text und Existenz schäumten vor Freude am Spiel mit Möglichkeiten. Dieses begeisterte Umherspringen im Kreuzfeuer der Realitäten konnte man nicht wirklich als klassische Fantasy oder Phantastik bezeichnen; tatsächlich kann eigentlich dem größten Teil dessen, was Pauls schrieb, keinerlei konkrete Genrebezeichnung zugewiesen werden, weil diese Handschrift einzigartig war und einen, zugegeben, gelegentlich sogar fuchsig machte mit seiner Weigerung, in irgendeinen Rahmen zu passen. Dies ist exemplarisch an einem der letzten Werke des Autors auszumachen, dem Erzählband Trakie veči, in dessen von zahllosen Verschwörungstheorien inspirierten Geschichten ein unnachahmlicher Cocktail aus Farce, Groteske und Humor knistert und funkelt.“

„Mir erscheint allerdings die Vorstellung primitiv, um nicht zu sagen barbarisch und sogar graueneinflößend, dass ein jeder von uns vollkommen unterschiedlich denken und fühlen könnte und es dann notwendig wäre, diese Unterschiede oder Ähnlichkeiten zu begreifen, zu erklären, zu begründen, in Worte zu kleiden, um zu irgendeinem gemeinsamen gegenseitigen Verständnis zu gelangen oder um zu verstehen, dass ein solches gegenseitiges Verständnis nicht möglich ist.“

## Auszeichnungen
- 1996 Preis des 3. Romanwettbewerbs der Zeitschrift Karogs und Raimonds Gerkens für den Roman Laiku grāmata (2. Platz)
- 2002 Preis des 7. Romanwettbewerbs der Zeitschrift Karogs und Raimonds Gerkens für den Roman Misters Latvija (2. Platz)
- 2008 Jānis-Baltvilks-Preis für das Kinderbuch Mazgalvīši spēlē mājās
- 2009 „Lielais Kristaps“ für das Drehbuch zu dem Dokumentarfilm Klucis. Nepareizais latvietis
- 2012 (1. Quartal) Zuschauerpreis „Kilograms kultūras“ der TV-Sendung 100 g kultūras für den Erzählband Zvēru zvaigznājs[25]
- 2014 Hauptpreis des Prosafestivals „Prozas lasījumi“ für die Geschichte Pērlīte (Perlchen, 2017 erschienen in dem Erzählband Kur pazuda saimnieks?)
- 2015 Nominierung für den Jahrespreis für lettische Literatur (Latvijas literatūras gada balva / „LaLiGaBa“) für den Roman 18[26]
- 2018 Nominierung für den Jahrespreis für lettische Literatur („LaLiGaBa“) für den Erzählband Kur pazuda saimnieks? (Kategorie Kinderliteratur)[27]
- 2020 (Herbstabstimmung) Zuschauerpreis „Kilograms kultūras“ in der  Kategorie Literatur für den Roman Pasaules vēsture (postum)[28]

## Werke

### Romane
- Pasaules vēsture (Die Geschichte der Welt). Dienas Grāmata, Riga 2020
- 18 (18). Dienas Grāmata, Riga 2014
  - deutsch (Auszüge): Anfang und Nachwort auf lettlandlesen.com
  - englisch: 18. Aus dem Lettischen von Ieva Lešinska. Vagabond Voices, Glasgow 2017
  - makedonisch: 18. Aus dem Englischen von Мариjа Траjкоска. Прозарт медия, Skopje 2018
- Drēbes jeb Ādama tērps (Kleider oder Das Adamskostüm). Jānis Roze, Riga 2006
- Ofšors (Offshore), Valters un Rapa, Riga 2006
  - deutsch (Auszüge): Anfang und weitere Fragmente auf lettlandlesen.com
- Eiroremonts (EuroRemont[29]) bzw. (um 180° gedreht): anonīms autors: Portāls. Ceļvedis. (anonymer Autor: [Das] Portal. [Ein] Reiseführer). Valters un Rapa, Riga 2005
- Sekreti. Pierobežas romance (Geheimnisse. Grenzlandromanze). Valters un Rapa, Riga 2002
- Čeka, bumba & rokenrols (Tscheka, Bombe / Kugel / Bowle & Rock ’n’ Roll). Valters un Rapa, Riga 2002
  - deutsch (Auszug): Spitzel, Schnaps & Rock ’n’ Roll. Aus dem Lettischen von Matthias Knoll. Lettisches Literatur Centrum, Riga 2004 (online auf literatur.lv)
  - finnisch: Kyttiä, paukkuja ja rokkenrollia. Aus dem Lettischen von Linda Prauliņa. Like, Helsinki 2005
  - tschechisch: Čeka, bomba, rokenrol. Aus dem Lettischen von Michal Škrabal. Argo, Prag 2008
- Misters Latvija (Mister Lettland). Karogs, Riga 2002
- Padomju Latvijas sieviete (Die sowjetlettische Frau). Enigma, Riga 2000[30]
  - Hörspielbearbeitung und Regie: Reinis Ādmīdiņš. Mit Zane Jančevska, Uldis Vazdiks, Indra Burkovska, Jānis Brodelis, Zane Daudziņa un Gunārs Jākobsons. Latvijas Radio 2000 (online auf lsm.lv)
- Plāns ledus (Dünnes Eis). Jumava, Riga 1999
- Zemeņu lasītāji (Die Erdbeerpflücker). In: Karogs Nr. 3 u. 4/1999
- Laiku grāmata (Das Zeitenbuch bzw. Buch der Chronik). Karogs, Riga 1997

### Erzählbände
- Trakie veči (Verrückte Kerle). Dienas Grāmata, Riga 2016
  - daraus: The Night Shift. Translated by Marta Ziemelis. In: The Book of Riga. A City in Short Fiction. Comma Press, o. O. 2018 (Voransicht des Buches bei Google Books)
- Es neko neatceros. Par lietu dabu (Ich erinnere mich an nichts. Über die Natur der Dinge). Mit Illustrationen des Autors. Dienas Grāmata, Riga 2013
- Zvēru zvaigznājs. Pasakas pieaugušajiem (Sternbild der Tiere. Märchen für Erwachsene). Mit Illustrationen des Autors. Dienas Grāmata, Riga 2012
- Skola (Schule). Valters un Rapa, Riga 2006
  - dt. Titel der Auswahl daraus (7 von 16 Kurzgeschichten): Schule. Unterstufe. Kurzgeschichten. Aus dem Lettischen von Matthias Knoll. merz&solitude / Akademie Schloss Solitude, Stuttgart 2008, ISBN 978-3-937158-39-6[31]
  - daraus: Rosig (lett. Titel: Sārtais). Aus dem Lettischen von Matthias Knoll. In: lettische literatur #2. kurzprosa, Lettisches Literatur Centrum, Riga 2007
- Labais vienmēr uzvar (Das Gute siegt immer). Atēna, Riga 2002
- Svētā Bokasīna koks (Der Baum des Heiligen Bokasīns[32]). Preses nams, Riga 1996

### Dokumentarische Prosa
- Viens ar Kantu. Otto Rolava dzīve (Allein mit Kant. Das Leben des Otto Rolavs). Dienas grāmata, Riga 2012 (Digitalisat der korrigierten Umbruchfassung – ohne Illustrationen – auf Issuu)

### Kinderbücher
- Kur pazuda saimnieks? Stāsti par mūsu vēsturi (Wohin ist das Herrchen / der Chef verschwunden? Geschichten über unsere Geschichte). Mit Illustrationen des Autors.[33] liels un mazs, Riga 2017
  - Bühnenfassung im Liepājas teātris, Regie: Dmitrijs Petrenko, Premiere: 17. Mai 2018[34]
- Zvēri man! (Tiere für mich! [auch: Schwöre mir!]). Recycling-Bastelbuch mit Zeichnungen des Autors.[35] Atvērt šeit, Riga 2010 (Digitalisat auf Issuu)
- Mazgalvīši spēlē mājās (Die Kleinköpfler spielen zu Hause). Illustrationen von Katrīna Neiburga. Liels un mazs, Riga 2007 (Auszüge aus dem Buch auf satori.lv)

### Drehbücher
- Immortal (Die Unsterblichen, 2019; gemeinsam mit Ksenia Okhapkina). Dokumentarfilm, Regie: Ksenia Okhapkina[36] (ausgezeichnet auf dem Internationalen Filmfestival Karlovy Vary 2019 mit dem Grand Prix for Best Documentary Film)
- Degošais (Der Brennende, 2016). Dokumentarfilm über Ilya Rips, Regie: Katrīna Neiburga[37]
- Garāžas (Garagen, 2016; gemeinsam mit Jānis Putniņš). Dokumentarfilm, Regie: Jānis Putniņš[38]
- Klucis. Nepareizais latvietis (Gustavs Klucis, der inkorrekte Lette, 2008). Dokumentarfilm, Regie: Pēteris Krilovs[39]
- Piejūra (Küstenzone, 2004; gemeinsam mit Dainis Kļava). Dokumentarfilm, Regie: Dainis Kļava[40]
- Baiga vasara (Der Sommer des Schreckens, 2000; gemeinsam mit Aigars Grauba und Andrejs Ēķis). Spielfilm, Regie: Aigars Grauba[41]

### Übersetzungen aus dem Englischen (Auswahl)
- Valodas problēma (Das Problem der Sprache. Gespräch zwischen Umberto Eco und seinem Übersetzer ins Französische, Jean-Noël Schifano. Aus: The Guardian Weekly vom 18. Oktober 1992). In: Literatūra un Māksla Nr. 46 vom 27. November 1992, S. 3 (Digitalisat auf periodika.lv)
- Ruta Gledhila: Nevainīgā ieņemšana ir sieviešu diskriminācijas propaganda (Ruth Gledhill: Die unbefleckte Empfängnis ist eine Propaganda der Frauendiskriminierung. Aus: The Times vom 18. November 1992). In: Literatūra un Māksla Nr. 50/51 vom 25. Dezember 1992, S. 16 (Digitalisat auf periodika.lv)
- Entonijs Storrs: Saistībā ar karalisko (Anthony Storr: In Verbindung mit dem Königlichen. Aus: The Times vom 24. November 1992). In: Literatūra un Māksla Nr. 5 vom 5. Februar 1993, S. 8 (Digitalisat auf periodika.lv)
- Džons Ērvings: Iekšējā telpa (John Irving: Interior Space / Innenräume). Short Story. In: Labrīt, 13./20. August 1994
- Tēgs o’Kāns un mironis (Teig O’Kane and the Corpse / Teig O’Kane und die Leiche). Irisches Märchen. In: Labrīt, 4. Februar 1995[42]
- Džons Ērvings: Citu ļaužu sapņi (John Irving: Other People’s Dreams / Anderer Leute Träume). Short Story. In: Labrīt, 18. Februar 1995
- Īru nostāsti ([4] Irische Legenden). In: SestDiena, 17. Juni 1995, S. 19 (Digitalisat auf periodika.lv)
- Džons Ērvings: Grillparcera pansija (John Irving: The Pension Grillparzer / Die Pension Grillparzer). Erzählung, auch enthalten in dem Roman The World According To Garp / Garp und wie er die Welt sah. Mit Einleitung. In: Karogs Nr. 12/1995, S. 97–125 (Digitalisat auf periodika.lv)

### Weitere Publikationen
- Jānītis. 1991. gada septembris (Jānis. September 1991). Kurzgeschichte. Erschienen in: Maima Grīnberga (Hrsg.): Asinsbalss. latviešu literatūras miniantoloģija. Pētergailis, Riga 2001, S. 27–31 (auch in: Labais vienmēr uzvar, S. 13–16)
- Laiks. Laiks. Divas nedēļas (Zeit. Wetter.[43] Zwei Wochen). In: Vita Matīsa (Hrsg.): Robežas. Rainis un Aspazija starp Latviju un Šveici / Borders. Rainis and Aspazija between Latvia and Switzerland. Neputns, Riga 2006, S. 25–47 (Auszüge in englischer Übersetzung: Time. Time. Two Weeks, S. 50–53)
- Absolūtie iesācēji. Absolute Beginners. Essay mit englischer Übersetzung (ohne Übersetzerangabe) in: Stella Pelše (Hrsg.): Deviņdesmitie. 90tie. Latvijas Laikmetīgās mākslas centrs, Riga 2010, S. 16–25 (PDF, 4,0 MB in der LNB)
- Paula dziesmas 2012 (Pauls’ Lieder 2012). Monatskalender mit illustrierten lettischen Liedtexten (wieder verwendbar im Jahr 2040 sowie ab dem 1. März auch 2029, 2035 und 2046)
- Dziesmu dari (Mache ein Lied) – weitere von Pauls Bankovskis illustrierte Liedtexte auf tumblr
- Knipis, Nātrīte, Padene un Stīvais (Kopfnuss, Nesselchen, Stolperine und Stocksteif). Kurzgeschichte. Erschienen in: nepareizie stāsti (unkorrekte Geschichten). Interneta žurnāls »Satori« / Biedrība »Ascendum«, Riga 2014
- Zudušais (Das Schwindende). Erzählung, entstanden 2015 im Rahmen des Latvijas-Televīzija-Projekts „Viens ciems. Visa Latvija“ (Ein Dorf. Ganz Lettland), ausschließlich online auf lsm.lv
- Ūdeņiem ir jānoiet (Die Wasser müssen weichen). Essay. In: Satori Nr. 1: Plūdi (Literatūras, publicistikas un mākslas grāmatžurnāls / Buchjournal für Literatur, Publizistik und Kunst). Biedrība „Ascendum“, Riga 2016, S. 34–38[44]
  - englisch: The Waters Must Break. Aus dem Lettischen von Will Mawhood (online auf deepbaltic.com)

### Weitere Übersetzungen ins Deutsche
- Ķibele. Aus dem Lettischen von Matthias Knoll. In: Florian Höllerer, Jean-Baptiste Joly (Hrsg.): Lexikon der sperrigen Wörter. Akademie Schloss Solitude / merz&solitude (Reihe Literatur), Stuttgart 2010, ISBN 978-3-937158-54-9, S. 129–131
- Meine lettische Jugend: Folge zwei. (urspr. Titel: Unschuldige Jungfrauen). Short Story. In: Der Freund Nr. 8 (2005), S. 72 f.[45]
- Meine lettische Kindheit. Short Story. (urspr. Titel: Rubik-Kubik, lett. Titel: Kubiks rubiks, erschienen in Skola, S. 194–201). In: Der Freund Nr. 6 (2005), S. 76 ff.[46]
- Die Nachdrüdererzeit (lett. Titel: Pēcdziedra laiks, erschienen in Daugavas literārā gada grāmata 1997, S. 117–122). Kurzgeschichte. Aus dem Lettischen von Alexander Schmidt. In: Heide Lydia Schmidt (Hrsg.): Der idiotische Mond. Lettische Prosa der Gegenwart. dipa, Frankfurt am Main 1997, ISBN 3-7638-0348-X, S. 131–136